# Българите в техните исторически, етнографически и политически граници
„Българите в техните исторически, етнографически и политически граници 679 – 1917“ e атлас, издаден в 1917 година от Димитър Ризов в Берлин.
Атласът е четириезичен – с текстове на немски, английски, френски и български език. Книгата излиза по време на Първата световна война и е опит за пропагандиране на обосноваността на претенциите, които България предявява върху владени от Сърбия, Гърция и Румъния земи на Балканския полуостров. Атласът е първият систематичен български опит за събиране на стари карти на Балканите.
През 1992 година излиза второ фототипно издание, а през 1997 година и трето фототипно издание на атласа.

## Карти 1-9.
- 1. Европа по времето на Каролингите
- 2. Югоизточна Европа около 910 г.
- 3. Югоизточна Европа около 1000 г.
- 4. Югоизточна Европа около 1180 г.
- 5. Югоизточна Европа около 1210 г.
- 6. България по времето на Аспарух и Тервел
- 8. България при Пресиян и Борис
- 9. България при Симеон и Петър

## Карти 10-19.
- 10. България при Самуил
- 11. Епархиите на Охридската архиепископия към 1020 г.
- 13. Българското царство по времето на цар Иван Асен II след 1230 г.
- 16. Етнографската карта на Ами Буе (1847 г.)
- 19. Етнографската карта на Лежан (1861 г.)
- Оригинал на карта номер 19.

## Карти 20-29.
- 20. Етнографската карта на фон Хан и Зах (1861 г.)
- Друг вариант на карта номер 20
- 21. Етнографската карта на М. Ф. Миркович (1867 г.)
- 22. Етнографската карта на Макензи и Ирби (1867 г.)
- 23. Етнографската карта на Проф. Ербен (1868 г.)
- 24. Етнографската карта на Елизе Реклю (1876 г.)
- 25. Етнографската карта на Хайнрих Киперт (1876 г.)
- 26. Етнографската карта на Александър Синве (1877 г.)
- 27. Етнографската карта на Сакс (1877 г.)
- 28. Етнографската карта на „Славянското благотворително общество” в Санкт Петербург (1890 г.)
- 29. Етнографската карта на Кънчов (1900 г.)

## Карти 30-40.
- 30. Етнографската карта на българските професори (1915 г.)
- 31. Българската Екзархия (1870—1912)
- 32(л). Западната българска автономна област според Цариградската конференция
- 32(д). Източната българска автономна област според Цариградската конференция